# Етрап
Етрап (фр. Etrappe) насеље је и општина у источној Француској у региону Франш-Конте, у департману Ду која припада префектури Монбелијар.
По подацима из 2011. године у општини је живело 196 становника, а густина насељености је износила 67,12 становника/km². Општина се простире на површини од 2,92 km². Налази се на средњој надморској висини од 365 метара (максималној 463 m, а минималној 296 m).

## Демографија
| 1962. | 1968. | 1975. | 1982. | 1990. | 1999. | 2011. |
| ----- | ----- | ----- | ----- | ----- | ----- | ----- |
| 62    | 67    | 100   | 160   | 165   | 161   | 196   |

График промене броја становника у току последњих година